# Nigel Short
Nigel David Short MBE, född 1 juni 1965 i Leigh, Greater Manchester, är en brittisk schackspelare. Han blev stormästare vid 19 års ålder och 1993 utmanade han Garri Kasparov om världsmästartiteln. Han är också schackskribent, -tränare och -kommentator.
Nigel Short uppmärksammades för första gången som 10-åring då han besegrade Viktor Kortjnoj i en uppvisningsturnering i simultanschack. Som 14-åring blev han 1979 delad segrare i de brittiska mästerskapen och blev den näst yngste genom tiderna som blivit internationell mästare. Short deltog i junior-VM 1980–1983 och placerade sig bäst 1980 då han blev tvåa bakom Garry Kasparov. År 1984 blev han stormästare, som världens då yngste.
Genom att besegra tidigare världsmästaren Anatolij Karpov och holländaren Jan Timman lyckades Short 1993 få en match om världsmästartiteln mot Garri Kasparov. Efter en kontrovers med schackförbundet FIDE, bildade de en utmanarorganisation, Professional Chess Association. Själva matchen vanns av Kasparov med 12,5-7,5.
Short nådde sin högsta världsranking mellan januari 1988 och april 1989 då han var rankad trea. Sin högsta Elo-rating, 2712, nådde han i april 2004.
År 2015 hävdade Short att män är biologiskt bättre lämpade för schack än kvinnor, något som enligt honom även gällde bilkörning. Som svar på utbredd kritik för dessa kommentarer, bekräftade Short sin ståndpunkt, och hävdade i en intervju att "det är ganska lätt att visa att det finns en ganska stor klyfta mellan män och kvinnor" och avfärdar hans upprepade nederlag av Judit Polgar som "irrelevant".

## Partier
- Short-Kasparov (Siciliansk öppning B40, junior-VM Dortmund 1980)
- Short-Karpov (Siciliansk öppning B63, 1992)
- Short-Kasparov (Siciliansk öppning B97, London 1993)

## Utmärkelser
- Riddare av Brittiska imperieorden

[Redigera Wikidata]